# マスターズ・オブ・ユニバース
マスターズ・オブ・ユニバース (Masters of The Universe)とは、マテル社が発売する玩具を中心とする作品群。アメリカ合衆国では1980年代にフィギュアの玩具が発売されて以降、テレビアニメ、コミック、テレビゲーム、長編映画など、様々な作品を生み出している。1981年に発売されたマテルのオリジナル玩具『Masters of The Universe』としてデビュー。MOTUと略されることもある。日本では1980年代に『魔界伝説ヒーマンの闘い』という名前でタカラ（現・タカラトミー）から発売されたことがある。その後、テレビシリーズで初めて『He-Man And Master of The Universe』（フィルメーション製作）が1983年秋から1985年11月まで放送され、全2シリーズで全130話放送された。

## アニメ作品
日本では長らく日本語吹き替え版が存在しなかったが、2018年の作品『シーラとプリンセス戦士』から吹替版が製作された。
- He-Man and the Masters of the Universe

アメリカ合衆国で1983年9月から1985年11月まで放送されたテレビアニメ。
- She-Ra: Princess of Power

アメリカ合衆国で1985年9月から1986年12月2日まで放送されたテレビアニメ。
- The New Adventures of He-Man

アメリカ合衆国で1990年から1991年まで放送されたテレビアニメ。
- He-Man and the Masters of the Universe (2002)

アメリカ合衆国のカートゥーンネットワークで2002年8月16日から2004年1月10日まで放送されたテレビアニメ。
- シーラとプリンセス戦士 (She-Ra and the Princesses of Power)

2018年11月13日から2020年5月15日までNetflixで配信されたWebアニメ作品。
- ヒーマンとマスターズ・オブ・ユニバース 黙示録 (Masters of the Universe: Revelation)

2021年7月23日からNetflixで配信されたWebアニメ作品。
- ヒーマンとマスターズ・オブ・ユニバース (He-Man and The Masters of The Universe)

2021年9月16日からNetflixで配信されるWebアニメ作品、CGで製作されている。
- マスターズ・オブ・ユニバース:レボリューション (The Masters of The Universe : Revolution)

2024年1月25日からNetflixで配信されているWebアニメ作品、黙示録の続編。

## 映画作品
- The Secret of the Sword

アメリカ合衆国で1985年3月22日に上映されたアニメ映画。
- マスターズ/超空の覇者

アメリカ合衆国で1987年8月7日に公開された実写映画。
- マスターズ・オブ・ユニバース

アメリカ合衆国を含む全世界で2026年に公開される実写映画。

## ビデオゲーム
- MASTERS OF THE UNIVERSE --- The Movie ---

1987年、ヨーロッパで発売されたグレムリングラフィックス(Gremlin Graphics Software Ltd.)のアクションロールプレイングゲーム。